# 2010 EL139
2010 EL139 — транснептуновый объект, один из крупных объектов в поясе Койпера. Открыт в марте 2010 года группой астрономов из Варшавского университета, которыми руководит Анджей Удальский, в рамках проекта OGLE-IV, с использованием телескопа в обсерватории Лас-Кампанас (Чили). 2010 EL139 обращается вокруг Солнца примерно за 246 лет, на среднем расстоянии 39,29 а. е. Наклон орбиты к плоскости эклиптики составляет 23,02 градусов. Эксцентриситет орбиты — 0,0677. Вместе с этим объектом, польские астрономы нашли ещё четыре крупных транснептуновых объекта — 2010 EK139, 2010 FX86, 2010 KZ39 и (471165) 2010 HE79. Абсолютная магнитуда 2010 EL139 — 5,1m.